# Polacanthinae
Sous-famille
Genres de rang inférieur
- † Gargoyleosaurus
- † Gastonia
- † Hoplitosaurus
- † ? Mymoorapelta
- † Polacanthus
- † Taohelong

Les Polacanthinae (polacanthinés en français), constituent une famille éteinte de dinosaures ornithischiens herbivores appartenant à l'infra-ordre des ankylosauriens et à la famille des Nodosauridae. La position de ce taxon n'est pas encore fixée et il pourrait s'agir d'une famille appelée alors les Polacanthidae (polacanthidés),,,.

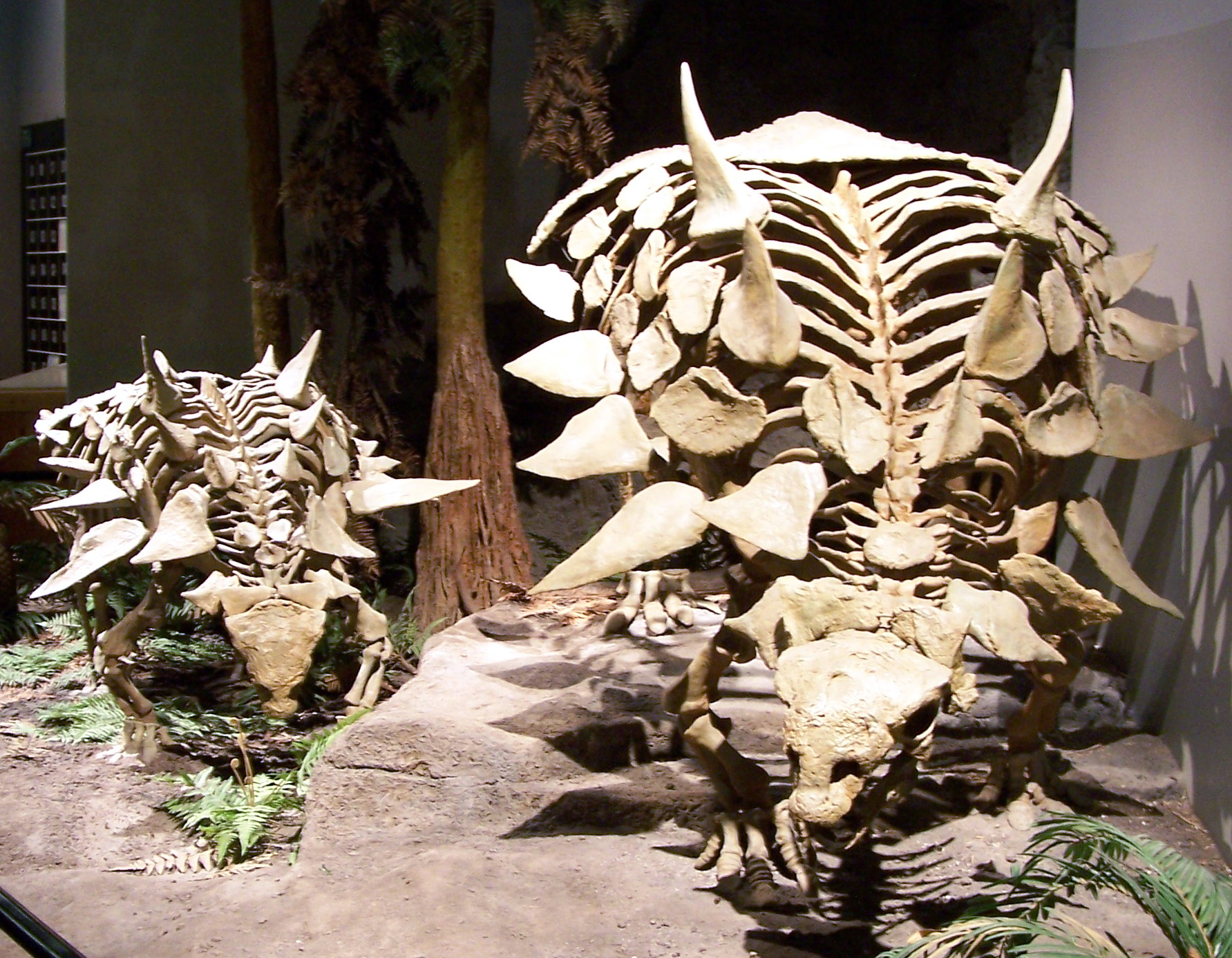
Squelettes reconstitués de deux Gastonia au North American Museum of Ancient Life.

Ils ont vécu du Jurassique supérieur jusqu’au Crétacé inférieur. Le genre Polacanthus lui a donné son nom.

## Description
Les polacanthinés possèdent une armure plus légère que la plupart de celles des autres ankylosauriens. Leurs plaques et leurs pointes sont composées d'os plus minces que ceux des nodosauridés fortement blindés. La fragilité relative de leur armure suggère que son rôle pouvait être plus de parade ou de reconnaissance dans le groupe que pour sa défense.

## Classification

### Historique
La famille des Polacanthidae a été érigée par George Reber Wieland en 1911 pour placer des ankylosauriens qui paraissaient avoir des caractéristiques intermédiaires entre celles de ankylosauridés et celles des nodosauridés. Ce taxon a été réactivé en 1998 par le paléontologue américain James Kirkland, mais comme une sous-famille des Nodosauridae, les Polacanthinae, en reprenant la dénomination établie par A.-F. de Lapparent et R. Lavocat en 1955.
Kenneth Carpenter définit les Polacanthidae comme tous les dinosaures plus proche de Gastonia que de Edmontonia ou Euoplocephalus.
Une étude complète des relations phylogénétiques des Polacanthidae, réalisée en 2012 par R. S. Thompson ne tranche pas complètement entre une famille regroupant les nodosauridés primitifs ou une sous-famille de nodosauridés.
En 2013, l'ankylosaurien chinois Taohelong jinchengensis est placé par ses inventeurs dans la sous-famille des polacanthinés.

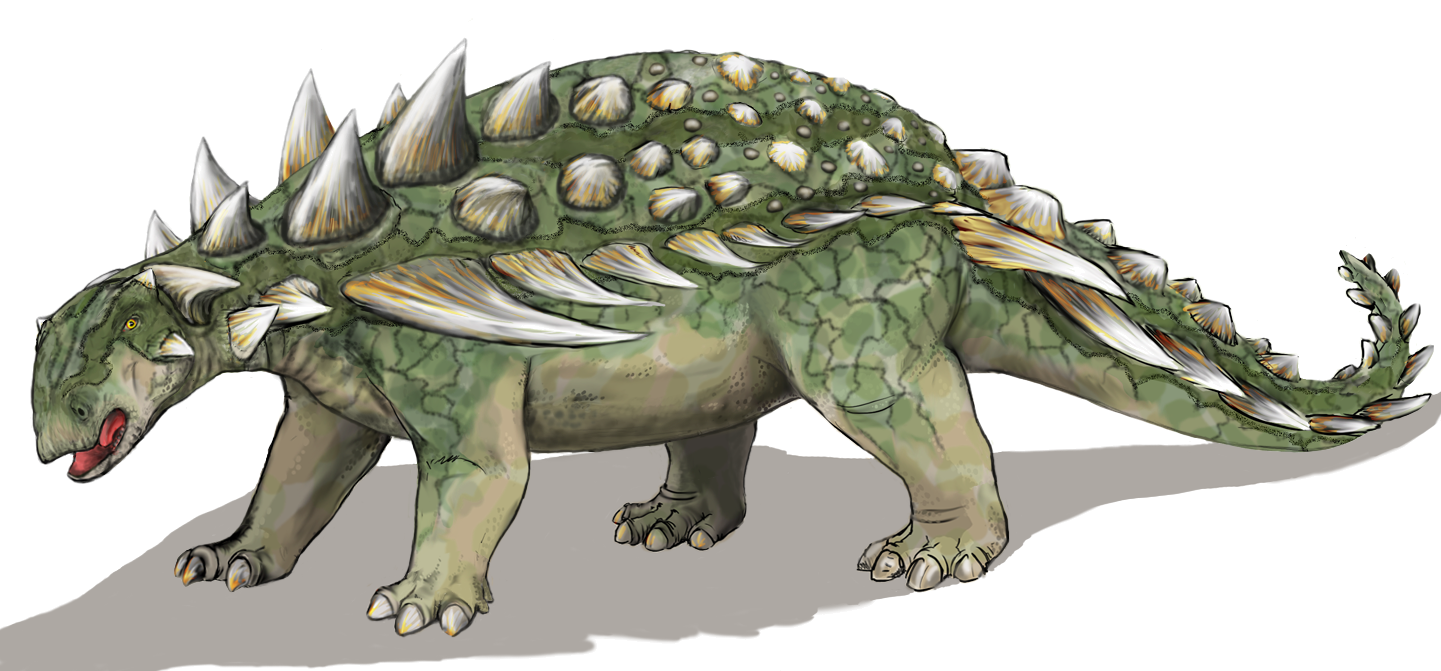
Reconstitution d'un Polacanthinae